# Slag bij Frankenhausen
De Slag bij Frankenhausen was de beslissende veldslag in de Duitse Boerenoorlog. Het Duitse vorstelijke leger viel op 15 mei 1525 een grote groep opstandelingen onder leiding van Thomas Müntzer aan. Zij hadden besloten zich niet te verzetten tegen deze aanval, omdat ze vertrouwden op Gods bescherming. Vervolgens werden Müntzers volgelingen dan ook zonder genade afgeslacht. Uiteindelijk kreeg Müntzer zelf de doodstraf middels onthoofding.
Ter herinnering aan deze slag is bij de locatie ervan, op een heuvel ten noorden van Bad Frankenhausen/Kyffhäuser, in de heuvelrug  Kyffhäuser, een museum met een groot panoramaschilderij gebouwd. Deze heuvel heet sinds de slag van 1525 de Schlachtberg. Reeds eerder werden er ook al kleinere, traditionele gedenktekens opgericht. 